# Dmitri Nikolajewitsch Chomitsch
Dmitri Nikolajewitsch Chomitsch (russisch Дмитрий Николаевич Хомич; * 4. Oktober 1984 in Wladikawkas) ist ein russischer Fußballtorwart.

## Karriere

### Verein
Chomitsch begann seine Karriere beim FK Mosdok. Zur Saison 2000 rückte er in den Kader der ersten Mannschaft des Drittligisten. Zur Saison 2001 schloss er sich dem Erstligisten Alanija Wladikawkas an. In Wladikawkas fungierte er als dritter Torwart. Sein Debüt in der Premjer-Liga gab er schließlich im August 2003, als er am 21. Spieltag der Saison 2003 gegen Krylja Sowetow Samara in der 18. Minute für den verletzten Illja Blysnjuk eingewechselt wurde. Bis Saisonende kam er zu neun Einsätzen in der höchsten russischen Spielklasse. In der Saison 2004 absolvierte er 14 Erstligapartien.
Zur Saison 2005 wechselte Chomitsch zum Ligakonkurrenten Spartak Moskau. Bei den Moskauern war er in seiner ersten Saison hinter Wojciech Kowalewski und Alexei Sujew dritter Tormann und kam zu keinem Einsatz. In der Saison 2006 löste er Sujew als Ersatzmann ab und kam als zweiter Torwart hinter Kowalewski zu drei Saisoneinsätzen. Zur Saison 2007 verpflichtete Spartak den kroatischen Nationaltormann Stipe Pletikosa, der fortan als erster Tormann fungierte. Chomitsch setzte sich allerdings gegen Kowalewski durch und blieb zweiter Tormann. In der Saison 2007 kam er zu einem Einsatz in der Premjer-Liga.
Zur Saison 2008 wurde er für zwei Jahre innerhalb der Liga an Spartak Naltschik verliehen. In der Saison 2008 kam er zu 27 Einsätzen für Naltschik. In der Saison 2009 verlor er seinen Stammplatz im Tor an Dejan Radić, in jener Saison kam er zu elf Ligaeinsätzen für Naltschik. Nach dem Ende der Leihe kehrte er zur Saison 2010 nicht nach Moskau zurück, sondern wechselte ein zweites Mal nach Wladikawkas. In der Saison 2010 absolvierte er 16 Partien für Alanija in der Premjer-Liga, aus der er mit dem Klub zu Saisonende allerdings abstieg. In der Spielzeit 2011/12 kam er zu 40 Einsätzen in der Perwenstwo FNL, Wladikawkas stieg nach einer Saison wieder in die Premjer-Liga auf. In der Rückrunde der Saison 2012/13 verlor er seinen Stammplatz im Tor Alanijas an den Neuzugang Soslan Dschanajew. Chomitsch kam 2012/13 zu 16 Einsätzen, Alanija stieg nach einer Erstligaspielzeit direkt wieder in die zweite Liga ab. In der Perwenstwo FNL absolvierte er in der Saison 2013/14 bis zur Winterpause 17 Partien. Im Januar 2014 war der Verein allerdings insolvent, woraufhin er Alanija verlassen musste.
Daraufhin wechselte er nach Kasachstan zum Erstligisten FK Qairat Almaty. In Almaty kam er in der Saison 2014 zu 26 Einsätzen in der kasachischen Premjer-Liga. Im Januar 2015 kehrte Chomitsch nach Russland zurück und schloss sich Amkar Perm an. In Perm kam er bis zum Ende der Saison 2014/15 als zweiter Tormann hinter Roman Gerus zu einem Einsatz in der Premjer-Liga. In der Saison 2015/16 setzte sich Alexander Selichow gegen Gerus und Chomitsch durch, wodurch letztgenannter zum dritten Tormann wurde und in jener Saison zu keinem Einsatz mehr kam. Zur Saison 2016/17 verließ Gerus den Verein, wodurch Chomitsch den Platz hinter Selichow einnahm. Nachdem auch dieser den Verein in der Winterpause verlassen hatte, wurde Chomitsch Stammtorwart. In der Spielzeit 2016/17 absolvierte er 13 Partien für Amkar in der höchsten russischen Spielklasse. Zur Saison 2017/18 verpflichtete Perm Artur Nigmatullin, gegen den Chomitsch das Nachsehen hatte. Als Ersatz hinter Nigmatullin absolvierte er 2017/18 ein Spiel für Amkar. Nach der Saison 2017/18 wurde Amkar die Lizenz entzogen und der Verein löste sich auf.
Daraufhin schloss er sich zur Saison 2018/19 dem Zweitligisten FK Chimki an. In Chimki absolvierte er in seiner ersten Saison 19 Zweitligapartien. In der Saison 2019/20 kam er bis zum Saisonabbruch viermal zum Einsatz. Mit Chimki stieg er zu Saisonende in die Premjer-Liga auf. In der höchsten Spielklasse kam er für Chimki allerdings nicht mehr zum Einsatz. Zur Saison 2021/22 wechselte Chomitsch zum Zweitligisten FK SKA-Chabarowsk.

### Nationalmannschaft
Chomitsch spielte zwischen Januar 2004 und Februar 2007 neunmal für die russische U-21-Auswahl.